# Orchard Grass Hills
Orchard Grass Hills är en ort i Oldham County i delstaten Kentucky, USA. År 2000 hade orten 1 031 invånare. Den har enligt United States Census Bureau en area på 0,9 km², allt är land.